# Las Salinas
Las Salinas (en catalán y oficialmente ses Salines) es una localidad y municipio español situado en la parte suroriental de Mallorca, comunidad autónoma de las Islas Baleares. A orillas del mar Mediterráneo, este municipio limita con los de Campos y Santañí.
El municipio salinero es una de las cinco entidades que componen la comarca tradicional del Migjorn, y comprende los núcleos de población de Las Salinas —capital municipal—, y la Colonia de San Jorge (Colònia de Sant Jordi).

## Geografía
El municipio limita al oeste con Campos; al norte, este y sur con Santañí; y al suroeste tiene salida al mar Mediterráneo.
| Noroeste: Campos           | Norte: Campos y Santañí         | Noreste: Santañí |
| Oeste: Campos              | Puntos cardinales               | Este: Santañí    |
| Suroeste: Mar Mediterráneo | Sur: Mar Mediterráneo y Santañí | Sureste: Santañí |

### Playas
Las Salinas cuenta con diez playas, la mayoría de fina arena blanca y aguas cristalinas, que incluye una pequeña parte de la playa del Coto —entre el municipio salinero y Campos—, así como las de El Marqués (es Marquès), Bassa del Cabot, cala Galiota, El Puerto (es Port), El Dols (es Dolç), Can Curt, El Delfín (es Delfí o Dofí), El Carbón (es Carbó) y Las Roquetas (ses Roquetes).

### Islotes
Dentro de su término municipal también se encuentran trece islotes, que son de oeste a este: La Llarga, islote de la Llarga (illot Gros), Cabot (es Cabots), Corberana, La Guardia (Na Guardis), s'Estopa, Grande de la Guardia (Gros de Na Guardis), Pequeño de la Guardia (Petit de Na Guardis), Moltona, Grande de la Moltona (Gros de Na Moltona), Pelada, Pequeño de la Moltona (Petit de Na Moltona) y Las Roquetas (ses Roquetes).

## Demografía
Las Salinas cuenta con una población de 5129 habitantes (INE 2024).
| Gráfica de evolución demográfica de Las Salinas entre 1930 y 2021 |
| |
| Población de derecho según los censos de población del INE. Población de hecho según los censos de población del INE.Entre el censo de 1930 y el anterior, aparece este municipio porque se segrega del municipio Santañí. |

| Nacionalidad | Hombres | Mujeres | Total | %      | Proporción |
| ------------ | ------- | ------- | ----- | ------ | ---------- |
| Española     | 1843    | 1846    | 3689  | 73.2 % |            |
| Extranjera   | 676     | 674     | 1350  | 26.7 % |            |

## Servicios públicos

### Carreteras
Las principales vías del municipio son:
| Identificador | Denominación                         | Itinerario                     |
| ------------- | ------------------------------------ | ------------------------------ |
| Ma-6040       | De Campos a la Colonia de San Jorge  | Campos - Colonia de San Jorge  |
| Ma-6100       | De Santañí a la Colonia de San Jorge | Santañí - Colonia de San Jorge |
| Ma-6101       | Del Palmer a Las Salinas             | El Palmer - Las Salinas        |

Algunas distancias entre Las Salinas y otras ciudades:
| Ciudades          | Distancia (km) |
| ----------------- | -------------- |
| Santañí           | 7              |
| Campos            | 11             |
| Manacor           | 36             |
| Palma de Mallorca | 49             |

### Educación
Los centros educativos que hay en el municipio son:
| Denominación genérica                    | Nombre del centro          | Naturaleza | Dirección                                   |
| ---------------------------------------- | -------------------------- | ---------- | ------------------------------------------- |
| Escuela infantil                         | EI Colònia de Sant Jordi   | Público    | C/ Las Escuelas, s/n (Colonia de San Jorge) |
| Colegio de educación infantil y primaria | CEIP Colònia de Sant Jordi | Público    | C/ Las Escuelas, s/n (Colonia de San Jorge) |
| Colegio de educación infantil y primaria | CEIP Ses Salines           | Público    | C/ La Paz, s/n                              |

## Símbolos

### Escudo
El blasón que viene usando el municipio tiene la siguiente descripción:

Escudo francés. Entaques salineros en su color (gris) con montículo de sal al centro, de plata (blanco). Jefe de azur (azul).

### Bandera
La enseña que viene usando el municipio tiene la siguiente descripción:

Bandera de proporciones 2:3, formada por cuatro barras de rojo sobre fondo amarillo, con el escudo municipal en el centro.

## Administración y política
Los resultados en Las Salinas de las últimas elecciones municipales, celebradas en mayo de 2023, son:
| Elecciones Municipales - Las Salinas (2023) | Elecciones Municipales - Las Salinas (2023) | Elecciones Municipales - Las Salinas (2023) | Elecciones Municipales - Las Salinas (2023) | Elecciones Municipales - Las Salinas (2023) |
| Partido político                            | Partido político                            | Votos                                       | Votos                                       | Concejales                                  |
| ------------------------------------------- | ------------------------------------------- | ------------------------------------------- | ------------------------------------------- | ------------------------------------------- |
|                                             | Partido Popular (PP)                        | 951                                         | 41,78 %                                     | 6                                           |
|                                             | PSIB-PSOE-MÉS-IND                           | 781                                         | 34,31 %                                     | 5                                           |
|                                             | Propuesta por las Islas (EL PI)             | 210                                         | 9,22 %                                      | 1                                           |
|                                             | SC                                          | 208                                         | 9,13 %                                      | 1                                           |
|                                             | Vox-Actúa Baleares (VOX)                    | 103                                         | 4,52 %                                      | 0                                           |

### Alcaldes
| Legislatura | Nombre                                                                     | Grupo    |
| ----------- | -------------------------------------------------------------------------- | -------- |
| 1979-1983   | Andreu Vicens Bonet                                                        | GID      |
| 1983-1987   | Joan Vidal Garcías (1983-1984) Miquel Rigo Vicens (1984-1987)              | UM       |
| 1987-1991   | Miquel Rigo Vicens                                                         | UM       |
| 1991-1995   | Jordi Galmés Pastor                                                        | PP       |
| 1995-1999   | Antoni Caldentey Salom                                                     | UM       |
| 1999-2003   | Antoni Caldentey Salom (1999-2001) Juan Burguera Bonet (2001-2003)         | UM PP    |
| 2003-2007   | Sebastià Vidal Bonet (2003-2005) Maria Bonet Rigo (2005-2007)              | PP       |
| 2007-2011   | Sebastià Burguera Burguera (2007-2010) Bartomeu Lladonet Salvà (2010-2011) | PSOE UM  |
| 2011-2015   | Bartomeu Lladonet Salvà (2011-2012) Maria Bonet Rigo (2012-2015)           | CxI PP   |
| 2015-2019   | Bernat Roig Galmés                                                         | ENDAVANT |
| 2019-2025   | Juan Rodríguez Ginard                                                      | PP       |